# جيم كومبتون
جيم كومبتون هو صحفي وسياسي أمريكي، ولد في 31 أكتوبر 1941 في كلاماث فالز في الولايات المتحدة، وتوفي في 17 مارس 2014 في سياتل في الولايات المتحدة بسبب نوبة قلبية.